# لوكاس أولازا
لوكاس أولازا (بالإسبانية: Lucas Olaza)‏ (21 يوليو 1994 بمونتفيدو في الأوروغواي - ) هو لاعب كرة قدم أوروغواني في مركز الدفاع. شارك مع منتخب الأوروغواي تحت 20 سنة لكرة القدم. أما مع النوادي، فقد لعب مع أتلتيكو باراناينسي وبوكا جونيورز وريفر بليت وسلتا فيغو ب وسلتا فيغو.

## وصلات خارجية
- لوكاس أولازا على موقع الاتحاد الدولي (مؤرشف)  (الإنجليزية)
- لوكاس أولازا على موقع إي إس بي إن إف سي (الإنجليزية)
- لوكاس أولازا على موقع قاعدة بيانات كرة القدم.إي يو (الإنجليزية)
- لوكاس أولازا على موقع Soccerway.com (الإنجليزية)